# Liggunderlag

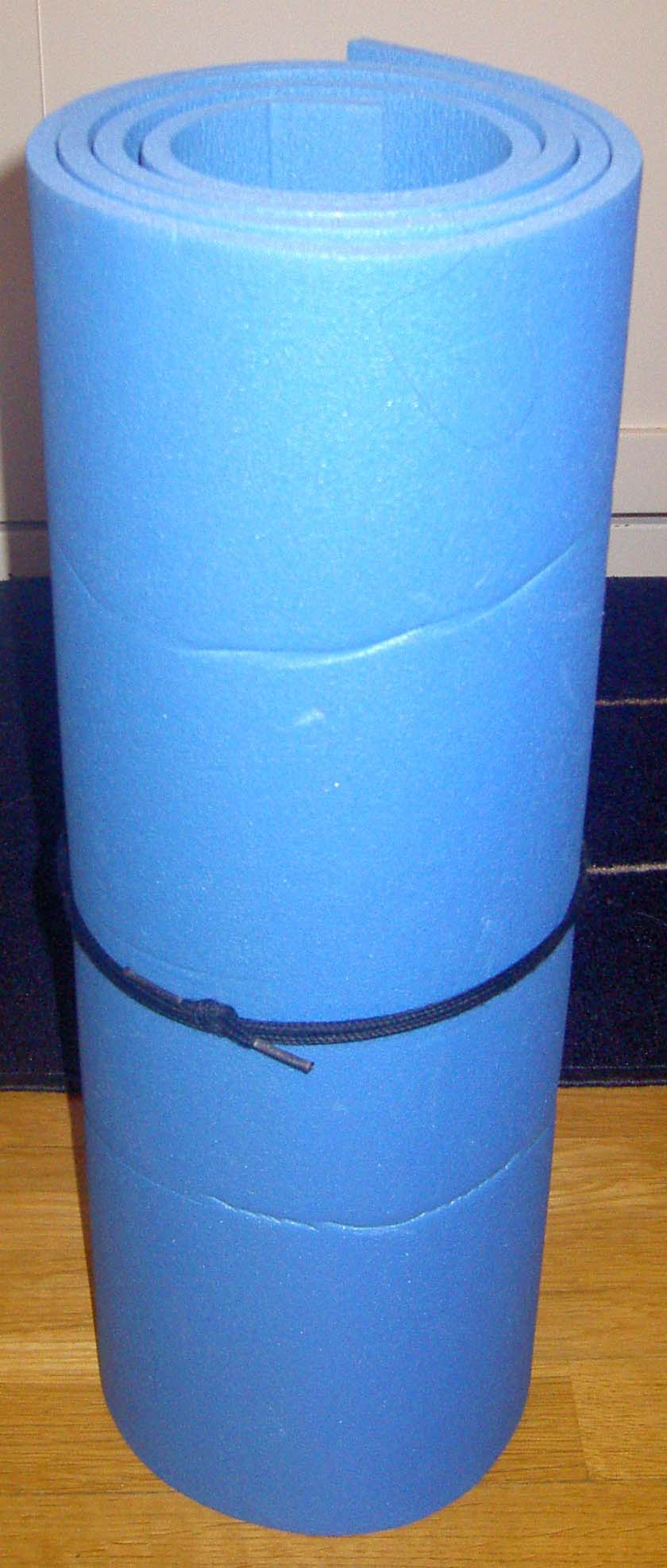
Ett hoprullat liggunderlag i skumplast

Liggunderlag är en mjuk matta som används under sovsäcken vid camping för att jämna ut ojämnheter i underlaget, isolera mot markkyla samt för att öka komforten. 
Enkla liggunderlag tillverkas ofta av skumplast (polyetencellplast), men det finns också liggunderlag som kan blåsas upp (luftmadrasser). 
Vid transport rullas liggunderlaget vanligen ihop och fästs vanligen utanpå ryggsäcken. Liggunderlaget är därför lättillgängligt och kan även användas som sittunderlag vid raster.